# Lycophidion nanum
Espèce
Synonymes
- Cryptolycus nanus Broadley, 1958

Statut de conservation UICN

 LC  : Préoccupation mineure
Lycophidion nanum est une espèce de serpents de la famille des Lamprophiidae. 

## Répartition
Cette espèce se rencontre au Mozambique et au Zimbabwe.

## Publication originale
- Broadley, 1958 : The African Wolf Snakes (Serpentes, Colubridae): a new genus and species from Mozambique. Arnoldia (Rhodesia), vol. 10, no 4, p. 1-5 .